# Nephelochloa
Nephelochloa és un gènere de plantes de la família de les poàcies.